# Nad Nerem
Osiedle Nad Nerem – osiedle administracyjne (jednostka pomocnicza gminy) w południowo-zachodniej części Łodzi, w dzielnicy Górna, zamieszkiwane przez 1 080 osób.
Na osiedle to, wyodrębnione w sposób administracyjny, składa się obszar dawnych podłódzkich wsi: Chocianowice, Łaskowice i Charzew, które mimo włączenia w obręb miasta zachowały w dużej mierze swój wiejski charakter.
Osiedle Nad Nerem zajmuje dość duży obszar, na który, poza terenami zwartej zabudowy wiejskiej typu ulicówki na osiedlach Chocianowice i Łaskowice oraz zabudową rozproszoną na Charzewie, składają się głównie pola uprawne, nieużytki, łąki i lasy.
Przez obszar osiedla przepływa rzeka Ner, od której nazwano powstałe osiedle.
Na terenie osiedla znajduje się także Port lotniczy Łódź im. Władysława Reymonta.
Adres rady osiedla:
Osiedle Nad Nerem
93-469 Łódź, Łaskowice 66

## Granice
W granicach osiedla administracyjnego Nad Nerem leżą następujące jednostki:
- Chocianowice – obszar SIM,
  - Charzew – osiedle,
- Łaskowice – obszar SIM.

| granica osiedla | sąsiadujące osiedla administracyjne       | ulice lub inne |
| --------------- | ----------------------------------------- | --- |
| północ          | Rokicie, Lublinek-Pienista (Łódź Polesie) | granica obrębów G-53 i G-34, granica dzielnic Górna/Polesie, południowa granica Lotniska Lublinek, Zatokowa, rz. Jasień, rz. Ner |
| wschód          | granica administracyjna miasta            | wzdłuż granicy administracyjnej miasta                                                                                           |
| południe        | granica administracyjna miasta            | wzdłuż granicy administracyjnej miasta                                                                                           |
| zachód          | Ruda                                      | Pabianicka |